# Hans Willenpart
Hans Willenpart (ur. 1927 w Scheibbs – zm. 1979) – austriacki alpinista i himalaista. Jego największym osiągnięciem było zdobycie 7 lipca 1956 po raz pierwszy ośmiotysięcznika Gaszerbrum II wraz z Fritzem Moravcem i Josephem Larchem. Poza tym zdobył jeszcze między innymi Matterhorn.